# Dohrniphora kalyakini
Dohrniphora kalyakini är en tvåvingeart som beskrevs av Mikhail B. Mostovski 2000. Dohrniphora kalyakini ingår i släktet Dohrniphora och familjen puckelflugor.
Artens utbredningsområde är Vietnam. Inga underarter finns listade i Catalogue of Life.